# Віхті
Віхті — село у Львівському районі Львівської області.